# Bodedia mediosculpta
Bodedia mediosculpta är en stekelart som beskrevs av André Seyrig 1952. Bodedia mediosculpta ingår i släktet Bodedia och familjen brokparasitsteklar. Inga underarter finns listade.